# Thomas Moriggl
Thomas Moriggl (Silandro, 23 febbraio 1981) è un ex fondista italiano.

## Biografia
Originario della Valle Slingia (Malles Venosta), in Coppa del Mondo ha esordito il 14 dicembre 2002 nella 30 km a tecnica classica di Cogne (58°) e ha ottenuto il primo podio il 14 marzo 2004 nella 30 km a tecnica libera di Pragelato (3°).
In carriera ha preso parte a un'edizione dei Giochi olimpici invernali, Vancouver 2010 (24° nella 15 km, 24° nell'inseguimento) e a tre dei Campionati mondiali (miglior piazzamento: 21° nella 50 km di Oslo 2011).

## Palmarès

### Coppa del Mondo
- Miglior piazzamento in classifica generale: 35º nel 2011
- 2 podi (individuali):
  - 2 terzi posti

### Campionati italiani
- 5 medaglie[1]:
  - 1 oro (inseguimento nel 2010)
  - 1 argento (inseguimento nel 2005)
  - 3 bronzi (inseguimento nel 2006; 15 km nel 2009; Gundersen nel 2012)